# Agujero negro sónico
Un agujero negro sónico (apodado agujero mudo o dumbhole) es un fenómeno en cual los fonones (perturbaciones de sonido) son incapaces de huir de un fluido que se mueve más deprisa que la velocidad local de sonido. Se les llama agujeros sónicos o acústicos negros porque han atrapado fonones de forma análoga a la luz en los agujeros negros astrofísicos (gravitacionales). Los físicos se interesan en ellos debido a sus muchas propiedades en común a los agujeros negros astrofísicos, y concretamente se espera descubrir la versión fonónica de la Radiación de Hawking. La frontera de un agujero negro sónico en el cual la velocidad de flujo varía entre mayor que la velocidad de sonido a menor se conoce como horizonte de sucesos. En ese punto la frecuencia de los fonones se acercaría a cero.
Los agujeros negros sónicos son posibles porque los fonones en fluidos perfectos exhiben las mismas propiedades de movimiento que los campos (como la gravedad) en el espacio y tiempo. Por esta razón, un sistema en el cual un agujero negro sónico puede surgir se llama análogo de gravedad. Casi cualquier fluido sirve para crear un horizonte de sucesos acústico, pero la viscosidad de muchos fluidos crea movimientos aleatorio que hace casi imposible detectar cualidades como la Radiación de Hawking. La complejidad de tal sistema haría difícil obtener cualquier conocimiento sobre tales características, incluso si pudiesen ser detectadas. Muchos fluidos casi perfectos han sido sugeridos para crear agujeros negros sónicos, como el helio superfluido, gas Fermi degenerado, o un condensado de Bose–Einstein. También se han propuesto análogos de gravedad distintos a los fonones en un fluido, como luz lenta y un sistema de iones, para estudiar análogos de agujero negro. El hecho que tantos sistemas imiten la gravedad se usa a veces como evidencia de la teoría de gravedad emergente, que podría ayudar reconciliar relatividad y mecánica cuántica.
Los agujeros negros acústicos fueron teorizados de forma útil por el físico canadiense William G. Unruh en 1981. El primer análogo de agujero negro sería creado en un laboratorio en 2009, en un condensado Bose-Einstein de rubidio utilizando una técnica llamada "density inversion". Esta técnica crea un flujo al repeler el condensado con un mínimo potencial. La gravedad superficial y la temperatura del agujero negro sónico se midió, pero no se intentó detectar la Radiación de Hawking. Aun así, los autores del fenómeno predijeron que el experimento esta en situación de tener detección y sugirieron un método por el que quizás podría lograrse usando láser sobre los fonones. En 2014, se observó auto-amplificación de la Radiación de Hawking en un análogo de agujero negro sometido a láser por los mismos investigadores.